# 逢蒙
逢蒙（ほうもう、拼音: Páng Méng）は、中国神話に登場する人物。羿（）の弓射の弟子兼家僕。好色な野心家である。別名は蓬蒙、逢門、龐蒙、厖蒙、蠭蒙、蠭門、逢門子、蜂門。逢氏は『路史』夷羿傳によると炎帝の末裔であるとされるが、『路史』国名紀では黄帝の末裔という。
弓の技を羿に学び、その弓の技を習得する。自らが天下一の弓の名手になろうと考え、羿を射殺しようとするが失敗。しかし後に桃の木の棒で撲殺することに成功し、羿を殺害してしまう。
鴻超（こうちょう）という弟子がいたという。

## 別の伝承
『芸窓私志』（『重較説郛』巻31に収録、『淵鑑類函』巻431・兔2にも載せる）に引かれている伝承では、羿がとても大きなウサギを捕まえるが、そのウサギは山の神の化身であり、夢の中でその神は羿に対して「なぜ我を辱めた、逢蒙の手をかりる」と告げたという。羿が逢蒙によって殺害されたのは次の日であったという。また、羿に射ち落とされてしまった9の太陽（三足火烏）が転生し、羿に対する報復として逢蒙の前に9人の仙女となって現われ、逢蒙を利用して羿を殺させたともいわれている。
『列子』湯問には「逢蒙は始め甘蠅に習う」との記述がある。甘蠅（）は羿と同様に弓の名手として知られる古代中国の人物である。
古代の神々や人物を上上から下下までの九つに分類した『漢書』の古今人表では、后羿や玄妻、后夔などと同じページに逢門子という名で「下の中」に分類されている。少なくとも班固は逢蒙を夏の時代に実在した人物として認識していたことがわかる。